# Américo Castro
Américo Castro Quesada (Cantagalo, 4 de mayo de 1885-Lloret de Mar, 25 de julio de 1972) fue un filólogo, cervantista e historiador cultural español perteneciente a la generación del 14 o Novecentismo.

## Biografía
Nació en Cantagalo, una localidad del estado brasileño de Río de Janeiro en la que sus padres poseían un negocio. El futuro filólogo pasó allí sus primeros cinco años. En 1890 la familia se mudó a España, donde los padres compraron unas tierras en el municipio granadino de Huétor Tájar.
Se graduó en Letras y Derecho en la Universidad de Granada en 1904, e hizo el doctorado en Madrid, donde fue discípulo de Ramón Menéndez Pidal; luego pasó a Francia para estudiar en La Sorbona (1905-1907) y, al quedar huérfano, tuvo que sustentarse dando clases de español en París. Estudió también en Alemania, pero volvió a Madrid para hacer el servicio militar, y entonces comenzó a colaborar con Ramón Menéndez Pidal en el Centro de Estudios Históricos, así como con la Institución Libre de Enseñanza, con cuyo grupo estaba relacionado.
En 1910 ayudó a organizar el Centro de Estudios Históricos en Madrid, sirviendo como jefe del departamento de lexicografía; luego seguiría vinculado a esta institución incluso después de que se convirtiera en catedrático de Historia de la Lengua Española en la universidad madrileña en 1915. Dos años antes se había adherido al manifiesto publicado en 1913 por Ortega y Gasset en defensa de una salida «superadora del pesimismo noventaiochista» para España, lo que le vinculó definitivamente al Novecentismo. También siguió estrechando sus lazos con Ramón Menéndez Pidal, así como con Francisco Giner de los Ríos, acercándose a las ideas krausistas. Frecuentaba asimismo a José María de Cossío, al novelista Benjamín Jarnés, al poeta Juan Ramón Jiménez y al pintor Joaquín Sorolla. Estaba casado con Carmen Madinaveitia, hija del médico guipuzcoano Juan Madinaveitia Ortiz de Zárate, muy vinculado al krausismo. Era padre de la catedrática Carmen Castro Madinaveitia.
Castro viajó conferenciando por Europa y América y participó en la fundación de la Revista de Filología Española, donde publicó algunos de sus estudios más importantes. Dentro de este período tradujo a Wilhelm Meyer-Lübke, realizó una edición —junto con Federico de Onís— de los Fueros leoneses (1916) y escribió una importante introducción para El burlador de Sevilla de Tirso de Molina (1922). Su interés por el Erasmismo se tradujo en uno de sus estudios más importantes, El pensamiento de Cervantes (1925), donde analiza la relación del autor del Quijote con el Renacimiento y esta rama del Humanismo ecléctico; también de estos estudios se derivaron otros dos trabajos, Santa Teresa y otros ensayos (Madrid, 1929; reeditado en 1972 con el título Teresa la Santa y otros ensayos) ) y Lo hispánico y el erasmismo (1940-1942). En 1923 se trasladó a Buenos Aires, contratado por la Universidad de Buenos Aires para dirigir el recién creado Instituto de Filología de la Facultad de Filosofía y Letras; como primer director, le dio una impronta filológica general, centrándose en el estudio de textos literarios, en oposición al proyecto original del decano Ricardo Rojas de destinar el Instituto a la investigación lingüística descriptiva y normativa. Igualmente dio clases en la Facultad y en la Universidad Nacional de la Plata y escribió en el diario La Nación.
Américo Castro fue profesor honorario de las universidades de La Plata, Santiago de Chile y México, así como de la Universidad de Columbia en Nueva York. En cuanto a distinciones le distinguieron como oficial de la Legión de Honor y fue académico correspondiente de la de Buenas Letras de Barcelona.
Liberal en política, fue nombrado embajador en Berlín en 1931, apenas declarada la República. Cuando estalló la Guerra Civil, marchó a San Sebastián, donde estaba su familia. Siendo republicano, fue nombrado cónsul en Hendaya, y desde allí pudo salvar a buena parte del cuerpo diplomático mientras bombardeaban San Sebastián; y por fin se marchó él mismo en un automóvil con Azorín.
En 1938 se exilió en los Estados Unidos; allí enseñó literatura en la Universidad de Wisconsin (1937-1939), Texas (1939-1940) y Princeton (1940-1953), donde ocupó la cátedra de lengua y literatura española que lleva el nombre de Emory L. Ford, y creó una escuela de importantes discípulos en el Hispanismo que prosiguieron sus ideas, como, por ejemplo, Russell P. Sebold o Stephen Gilman.
Publicó en las principales revistas del exilio cultural hispánico: Realidad. Revista de Ideas, Las Españas, Los Sesenta, Cabalgata, Cuadernos del Congreso por la Libertad de la Cultura...
En 1953 fue nombrado profesor emérito de la Universidad de Princeton, y pasó sus últimos años en la Universidad de California, San Diego, en la costa occidental, antes de volver a España por razones familiares en 1970.
Murió en Lloret de Mar de asfixia por sumersión tras sufrir un colapso cardíaco mientras se bañaba en la playa de Fenals.

## Trabajos e ideas
Américo Castro ha comentado, prologado y anotado ediciones de Lope de Vega (El Isidro, La Dorotea y varias comedias), Francisco Rojas Zorrilla (Cada cual lo que le toca y La viña de Nabot), Tirso de Molina (El condenado por desconfiado, El burlador de Sevilla y El vergonzoso en palacio), de Quevedo (La vida del Buscón) y de los Fueros leoneses de Zamora, Salamanca, Ledesma y Alba de Tormes y ha prologado, anotado y traducido la Introducción a la lingüística románica de Wilhelm Meyer-Lübke.
Publicó varios trabajos, en especial una Vida de Lope de Vega (1919) y El pensamiento de Cervantes (1925). En este último libro, defendió la calidad de pensador de Cervantes y sostuvo que no se había dicho «todo» sobre él (esta afirmación era una respuesta a las palabras de Francisco Rodríguez Marín). Fundamental fue su España en su historia. Cristianos, moros y judíos (Buenos Aires, 1948), refundido considerablemente bajo el título La realidad histórica de España (México, 1954), pero también El elemento extraño en el lenguaje (Bilbao, 1921), La enseñanza del español en España (Madrid, 1922), Lengua, enseñanza y literatura (Madrid, 1924), El nuevo Diccionario de la Academia Española (Madrid, 1925), Don Juan en la literatura española (Buenos Aires, 1924), Juan de Mal Lara y su «Filosofía vulgar» (Madrid, 1923), Los prólogos al Quijote (Buenos Aires, 1941), Lo hispánico y el erasmismo (Buenos Aires, 1942), Antonio de Guevara (Princeton, 1945), Semblanzas y estudios españoles (1956), Hacia Cervantes (1958), Origen, ser y existir de los españoles (Madrid, 1959) y De la edad conflictiva (Madrid, 1961).
Castro señaló la importancia que en la cultura española tuvo la religiosidad, y en concreto las minorías judías y musulmanas que fueron marginadas por la dominante cultura cristiana. Estudió especialmente los aspectos sociales de esta segregación en la literatura española y sus consecuencias a través del problema de los moriscos y los marranos, que germinó una identidad conflictiva y un problemático concepto de España nacido en el Siglo de Oro, que denominó «Edad conflictiva». Señaló la pervivencia de «castas» separadas incluso después de las conversiones masivas a que dio lugar la monarquía de los Reyes Católicos y el papel que jugaron en ello los estatutos de limpieza de sangre. Al respecto polemizó duramente con otro historiador, también republicano, Claudio Sánchez Albornoz, en uno de los episodios más vivos del llamado debate sobre el ser de España. 
Desarrolló dos categorías para interpretar debidamente la historia de las ideas en España:
- La morada vital: «Puede designar el hecho de vivir ante un cierto horizonte de posibilidades y obstáculos (íntimos y exteriores)» (La realidad..., pág. 109). Este es el elemento objetivo, la situación concreta de ocupar un espacio humano.
- La vividura o condiciones de conciencia subjetiva con respecto a la morada vital: «El modo como los hombres manejan su vida dentro de esta morada, toman conciencia de vivir en ella» (La realidad..., págs. 109-110).

La morada vital es el ámbito, con sus limitaciones, obstáculos y posibilidades, en que se desarrolla el acto de vivir; la «vividura», la determinada percepción y posición que tenemos frente a este acto.
Américo Castro se interesó también por Iberoamérica en Ibero-América, su presente y su pasado, 1941. Otros libros suyos son Aspectos del vivir hispánico (1949), y La realidad histórica de España (1954). Su pensamiento ha inspirado a escritores como Juan Goytisolo, con quien se carteó entre 1968 y 1972.

### Críticas
Frente a la defensa del pensamiento de Américo Castro que han realizado los hispanistas formados por él en Princeton y su amigo y admirador el escritor y ensayista Juan Goytisolo, con quien sostuvo una caudalosa correspondencia, lo habitual en España ha sido considerar el pensamiento de Américo Castro en contradicción con el del historiador Claudio Sánchez-Albornoz; al respecto hay que destacar algunos libros importantes, como son los de Guillermo Araya, Evolución del pensamiento histórico de Américo Castro (1969) y El pensamiento de Américo Castro (1983), el de José Luis Gómez Martínez, Américo Castro y el origen de los españoles: historia de una polémica (1975) y el de Eugenio Asensio, La España imaginada de Américo Castro (1976).
Una polémica menor, pero también bastante ruidosa, tuvo que ver con la visión eurocentrista del idioma español que ofreció en su libro La peculiaridad lingüística rioplatense y su sentido histórico (Buenos Aires: Losada, 1941), muy criticada por Jorge Luis Borges en un artículo titulado «Las alarmas del doctor Américo Castro». Allí se tratan de refutar los argumentos usados por Castro para fijar una posición de inferioridad del español rioplatense respecto a las variantes peninsulares del español.

## Obras

### Ediciones
- Fueros leoneses de Zamora, Salamanca, Ledesma y Alba de Tormes (1916).
- Lope de Vega, El Isidro
- Lope de Vega, La Dorotea
- Francisco Rojas Zorrilla, Cada cual lo que le toca
- Francisco Rojas Zorrilla, La viña de Nabot.
- Tirso de Molina, El condenado por desconfiado
- Tirso de Molina, El burlador de Sevilla (1922).
- Tirso de Molina, El vergonzoso en palacio
- Francisco de Quevedo, La vida del Buscón

### Traducciones
- Introducción a la lingüística románica de Wilhelm Meyer-Lübke.

### Ensayos y estudios
- Con Hugo A. Rennert, Vida de Lope de Vega (1919).
- El elemento extraño en el lenguaje (Bilbao, 1921).
- La enseñanza del español en España (Madrid, 1922).
- Juan de Mal Lara y su "Filosofía vulgar" (Madrid, 1923).
- Lengua, enseñanza y literatura (Madrid, 1924).
- Don Juan en la literatura española (Buenos Aires, 1924).
- El nuevo Diccionario de la Academia Española (Madrid, 1925).
- El pensamiento de Cervantes (1925).
- Santa Teresa y otros ensayos (1929).
- Glosarios latino-españoles de la edad media (Madrid, 1936).
- Los prólogos al Quijote (Buenos Aires, 1941).
- Lo hispánico y el erasmismo (1940-42).
- La peculiaridad lingüística rioplatense (1941).
- Antonio de Guevara (Princeton, 1945).
- España en su historia (1948, reeditada con modificaciones diversas bajo el título de La realidad histórica de España en 1954, 1962 y 1966).
- Aspectos del vivir hispánico (1949).
- Hacia Cervantes (1957).
- Santiago de España (1958).
- Semblanzas y estudios españoles (1956).
- Origen, ser y existir de los españoles (1959).
- De la edad conflictiva (1961).
- La Celestina como contienda literaria (1965).
- Cervantes y los casticismos españoles (1967).
- Español, palabra extranjera (1970).
- De la España que aún no conocía (1971), 3 vols.
- Españoles al margen (1972).
- Epistolario Américo Castro y Marcel Bataillon (1923-1972), Edición de Simona Munari [traducción del francés por Dévora Santos Noguiera], Introducción de Francisco José Martín, Prólogo de Claude y Gilles Bataillon [p. 13- 17] y de José Lladó y Diego Gracia, Biblioteca Nueva/ Fundación Xavier Zubiri [Grupo editorial Siglo XXI : México, Madrid, Barcelona, Buenos Aires], Madrid, 2012, 445 p.

### Obra reunida
Editorial Trotta ha publicado su Obra reunida:
1. El pensamiento de Cervantes y otros estudios cervantinos {2002, ISBN 978-84-8164-509-5}
2. Cervantes y los casticismos españoles y otros estudios cervantinos {2002, ISBN 978-84-8164-510-1}
3. España en su historia. Ensayos sobre Historia y Literatura {2021, ISBN 978-84-8164-636-8}
4. La realidad histórica de España y otros ensayos {2021, ISBN 978-84-9879-755-8}